# لیلیان کامپان
لیلیان کامپان (انگلیسی: Lilian Compan؛ زادهٔ ۳۰ آوریل ۱۹۷۷) بازیکن فوتبال اهل فرانسه است.
از باشگاه‌هایی که در آن بازی کرده‌است می‌توان به باشگاه فوتبال اوسر، باشگاه فوتبال کان، باشگاه فوتبال کن، باشگاه ورزشی مون‌پلیه، و باشگاه فوتبال سن-اتین اشاره کرد.